# Invasione dell'Iraq del 2003
L'invasione dell'Iraq, avvenuta tra il 20 marzo e il 1º maggio 2003, è stata condotta da una coalizione di paesi, guidata dagli Stati Uniti insieme a Regno Unito, Australia e Polonia. Altri paesi sono stati coinvolti nella fase di occupazione. L'invasione segnò l'inizio della guerra in Iraq.
Secondo l'allora presidente degli Stati Uniti, George W. Bush, le ragioni dell'invasione erano "di disarmare l'Iraq dalle armi di distruzione di massa (ADM) - che non furono mai trovate, né fu provata la loro esistenza -, porre fine al (presunto) sostegno di Saddam Hussein al terrorismo e raggiungere la "libertà" per il popolo iracheno". I principali detrattori della guerra indicano queste ragioni come scuse per realizzare l'invasione, motivate da interessi economici e politici.

## Antecedenti

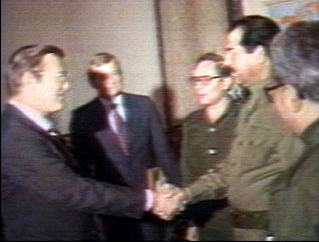
Donald Rumsfeld, all'epoca inviato speciale di Ronald Reagan per il Medio Oriente, incontrò Saddam Hussein durante una visita a Baghdad nel dicembre 1983 durante la guerra Iran-Iraq.

Durante la guerra Iran-Iraq, Saddam Hussein effettuò il noto Genocidio dell'Anfal, una serie di omicidi sistematici nella regione curda, descritta da alcuni paesi come genocidio, poiché si stima l'omicidio di circa 100 000 civili e la distruzione di oltre 4000 villaggi. Nel 1988, l'esercito iracheno baathista usò armi chimiche, in particolare iprite, sarin, tabun e VX, contro civili curdi, portando a un massacro nell'attacco chimico ad Halabja. Si stima che almeno 5000 curdi siano morti nell'attacco. Nonostante le drammatiche conseguenze del conflitto, fu possibile evitare il crollo del paese o addirittura una guerra civile con conseguenze imprevedibili. L'ONU mediò il conflitto e ordinò un cessate il fuoco e poi contribuì con ispezioni e pressioni sull'Iraq affinché collaborasse con i compiti delle commissioni delegate delle Nazioni Unite per verificare il disarmo iracheno.
Il 3 agosto 1990, le truppe irachene invasero il Kuwait con veicoli armati e fanteria leggera. Il 16 gennaio 1991, una coalizione internazionale guidata dagli Stati Uniti e sotto il comando delle Nazioni Unite attaccò le truppe irachene di stanza in Kuwait, dando il via alla cosiddetta Guerra del Golfo. L'esercito iracheno inizialmente si oppose alla debole resistenza e non poté evitare di essere espulso dal Kuwait. Con la capitale del paese devastata dagli attentati, Saddam Hussein dovette affrontare una guerra civile. I curdi rivendicarono i loro diritti e le regioni sciite del sud risposero militarmente. Tuttavia, il timore che la caduta del presidente iracheno destabilizzasse l'area portò i vincitori a non sostenere questi movimenti.
Successivamente, l'ONU, attraverso il suo Consiglio di sicurezza, impose una serie di obblighi all'Iraq, compresa l'accettazione incondizionata della distruzione dei missili balistici chimici, biologici e a lungo raggio sotto la supervisione internazionale. Inoltre, istituì un blocco economico per esercitare pressioni sul paese asiatico.
Il 15 maggio successivo, il Consiglio di sicurezza rettificò e approvò un sistema per alleviare il duro embargo, che consisteva nel garantire all'Iraq la possibilità di esportare petrolio, i cui benefici sarebbero stati utilizzati per acquistare cibo, medicine e altri materiali di base per la popolazione civile. Questo programma, gestito economicamente dall'ONU, divenne popolare come il programma "petrolio per alimenti" e fu reso ufficiale il 14 aprile 1995 con una nuova risoluzione.
Il governo di Saddam Hussein rifiutò di collaborare attivamente con gli ispettori dell'ONU per sospetto di spionaggio. Gli Stati Uniti mantennero un embargo commerciale per anni nonostante le conseguenze per la popolazione irachena. I continui bombardamenti a cui il Paese fu sottoposto per anni a intermittenza dall'Aeronautica militare statunitense causarono vittime tra la popolazione irachena.
Nel 1998, dopo una crisi dell'anno precedente, il 31 ottobre ebbe luogo l'espulsione completa degli ispettori internazionali da parte del governo iracheno. Pochi giorni dopo, il 17 novembre, il governo iracheno cambiò idea e decise di negoziare e richiese un ritorno. A seguito del rapporto di Richard Butler, che denunciava la mancanza di collaborazione di Baghdad, le Nazioni Unite ordinarono la partenza di tutti i propri ispettori dall'Iraq.
Il 2 marzo 2000, Hans Blix assunse la posizione di direttore esecutivo della UNMOVIC, la Commissione delle Nazioni Unite per la sorveglianza, la verifica e l'ispezione.

### L'Asse del male e la guerra al terrorismo
Mesi dopo l'inizio dell'invasione e dell'occupazione dell'Afghanistan degli Stati Uniti, il presidente degli Stati Uniti, George W. Bush, classificò l'Iraq come l'asse del male, un termine che ricorda le Potenze dell'Asse o paragonabile alla Cortina di ferro durante la Guerra fredda. Accusò anche il governo di Saddam Hussein di avere armi di distruzione di massa, e di avere collegamenti con Al Qaida, che non furono tuttavia confermati.
Il 29 novembre 2001, l'elenco degli articoli che avrebbero esaminato le successive ispezioni e la loro procedura di analisi fu approvato e venne fissato il 30 maggio 2002 come data in cui avrebbero iniziato ad essere applicate. Inoltre, venne sottolineato l'obbligo dell'Iraq di cooperare all'attuazione delle risoluzioni.
Nel 2007 Alan Greenspan, ex presidente della banca centrale statunitense (la Riserva Federale), assicurò nel suo libro di memorie che le vere ragioni per invadere l'Iraq non erano quelle dichiarate pubblicamente, legate alle presunte armi di distruzione di massa e alla presunta relazione tra il governo iracheno baathista e l'organizzazione guerrigliera di al-Qaida, ma per controllare le riserve di petrolio e impedire all'Unione europea o alle potenze emergenti come la Cina e l'India di avvicinarsi a quelle gigantesche riserve di petrolio.

### La Risoluzione 1441
Nell'importante risoluzione 1441, adottata nella riunione dell'8 novembre 2002, il Consiglio decise di ordinare all'Iraq di effettuare ispezioni sull'esistenza di armi di distruzione di massa.
Per fare ciò, concesse un periodo di 30 giorni, dal giorno della pubblicazione della risoluzione, per presentare una dichiarazione completa di tutti gli aspetti dei programmi per lo sviluppo di armi chimiche, biologiche, nucleari, missili balistici, ecc., oltre al chiedere all'Iraq di non compiere alcun atto o minaccia nei confronti di qualsiasi Stato membro che adotti misure per applicare le proprie risoluzioni.
Una volta completato il rapporto, il Consiglio si sarebbe riunito nuovamente per esaminare e adottare le decisioni corrispondenti. La risoluzione afferma "L'Iraq è stato più volte avvertito che se continua a violare i suoi obblighi, si esporrà a gravi conseguenze". Tuttavia, la risoluzione esclude l'autorizzazione all'uso della forza, che in ogni caso richiederebbe una nuova risoluzione che non è mai stata approvata.

### Si forma la coalizione
Dopo aver spinto senza riuscirci il Consiglio di sicurezza delle Nazioni Unite, con la presentazione di false prove, ad approvare una risoluzione esplicitamente a sostegno dell'invasione, il presidente degli Stati Uniti, George W. Bush, ottenne il sostegno di un gruppo di paesi per formare un'alleanza per invadere l'Iraq e rovesciare il governo di Saddam Hussein. Questa coalizione, che si autodefiniva Coalizione della Volontà, era formata dai governi di Stati Uniti, Regno Unito, Spagna, Portogallo, Polonia, Danimarca, Australia, Ungheria e Ucraina.
La maggioranza della popolazione di questi paesi, così come l'opinione pubblica mondiale, era in gran parte contraria, rendendosi particolarmente evidente nelle manifestazioni mondiali contro la guerra in Iraq. Bush ricevette il sostegno dei governi della Repubblica Ceca, Slovacchia, Slovenia, Estonia, Lettonia, Lituania, Colombia, Malta, Cipro, Israele e Kuwait.
Francia, Germania, Cina e Russia espressero la loro opposizione a forzare misure contro l'Iraq ed erano favorevoli a una soluzione negoziata alla crisi. Francia, Russia e Cina, membri permanenti del Consiglio di sicurezza, sostennero la continuità del lavoro degli ispettori e annunciarono l'intenzione di porre il veto a qualsiasi documento che legittimasse esplicitamente l'attacco. Durante queste manifestazioni, si verificarono numerosi attriti tra gli Stati Uniti e i paesi che si opposero all'invasione. Ma alla fine, coloro che si opposero alla guerra cedettero e rimasero neutrali dall'inizio dell'invasione.
Il 16 marzo 2003 si svolse il vertice delle Azzorre, dove i leader di Stati Uniti, Regno Unito, Spagna e Portogallo annunciarono un ultimatum al governo baathista di Saddam Hussein di procedere al disarmo.
L'allora capo del governo spagnolo, José María Aznar, alludeva al fatto che l'intervento rispondeva alla convinzione che quel governo costituisse una minaccia per i suoi vicini e gli stessi paesi occidentali. Ricordò che a volte gli interventi militari venissero eseguiti sotto il mandato delle Nazioni Unite, come nel caso dell'Afghanistan nel 2001, e altre volte, senza un mandato delle Nazioni Unite, come nel caso della Guerra in Bosnia ed Erzegovina nel 1992. Dichiarò anche che la Spagna non avrebbe partecipato a quella guerra ma avrebbe sostenuto solo gli alleati, ma che in nessun caso l'esercito spagnolo avrebbe partecipato all'invasione.

## Diritto internazionale
La guerra non ha avuto il mandato del Consiglio di sicurezza delle Nazioni Unite, che portò gli esperti di diritto internazionale a condannare la guerra come un'invasione illegale. Ciò fu espresso dall'allora segretario generale delle Nazioni Unite, Kofi Annan. Tuttavia, nemmeno i membri della Corte penale internazionale possono giudicare gli invasori come aggressori perché lo Statuto di Roma indica che deve essere trovata una definizione di questo crimine, che non è avvenuta prima del 2009 e in ogni caso, non si può giudicare un presunto crimine commesso prima che esistesse la legge che lo punisce.
Il procuratore britannico Peter Goldsmith pubblicò un documento il 7 marzo 2003, esprimendo i suoi dubbi sulla legalità dell'invasione e nel 2005 dichiarò pubblicamente che l'azione militare era illegale. Per il professore di diritto Nicholas Grief, sarebbe possibile presentare accuse penali contro George W. Bush, invocando la Lettera di Norimberga del 1945 che stabiliva il concetto di crimini contro la pace. Questa posizione, tuttavia, è stata respinta dai governi che hanno effettuato l'invasione. La maggior parte degli esperti di diritto internazionale ritiene che qualsiasi tipo di iniziativa contro i leader della coalizione sia irrealizzabile, da allora potrebbero essere avviate azioni contro tutti i leader che hanno effettuato operazioni militari senza il sostegno delle Nazioni Unite.
I fautori dell'intervento alludono alle summenzionate risoluzioni del Consiglio di sicurezza, in particolare alla 1441 per avallare le loro azioni, e ricordano altri interventi senza un mandato delle Nazioni Unite che sono stati successivamente riconosciuti come necessari. È il caso, ad esempio, della guerra in Kosovo. Fatte salve le diverse opinioni sull'inizio del conflitto, le Nazioni Unite approvarono la situazione, poiché le forze di occupazione iniziarono ad agire sotto l'egida dell'organizzazione. Pertanto, nell'ottobre dello stesso anno dell'invasione, nella propria risoluzione 1511, agli Stati membri fu raccomandato di fornire alla forza multinazionale presente in Iraq tutta l'assistenza necessaria, compresa quella militare.
Alcuni consulenti legali sostengono che l'invasione sia stata legalmente giustificata in altre risoluzioni esistenti. Ad esempio, il professor Anthony Aust, ex consulente legale della Cancelleria britannica, affermò che risoluzioni precedenti fornivano la giustificazione necessaria per invadere l'Iraq e quindi non era necessario cercare legalità in risoluzioni successive. Ma ci sono persone, non è stato specificato il numero esatto, sia statunitensi che iracheni, che pensano che si sia trattato di un abuso di potere e di un massacro, cercato solo per conseguire benefici personali.

## L'invasione
Il 20 marzo 2003, senza alcuna dichiarazione di guerra iniziò l'attacco della coalizione contro l'Iraq. Per l'attacco, gli statunitensi avevano 225 000 soldati, 800 carri armati M1 Abrams, 600 veicoli da combattimento di fanteria M2/M3 Bradley, 100 elicotteri AH-64 Apache, 200 elicotteri AH-1 SuperCobra, 100 elicotteri da trasporto Chinook CH-47, UH-60 Black Hawk e CH- 53 Sea Stallion, 50-60 F-14 Tomcat, 90 F-15 Eagle, 75 F-16 Fighting Falcon, 180-220 McDonnell Douglas F / A-18 Hornet, 50 A-10, 36 B-1B, B-2 e B-52, 60 Harrier AV-8B e 4 gruppi di battaglia marittima che includevano le portaerei Constellation, Harry S. Truman, Abraham Lincoln e Theodore Roosevelt. Per proteggere Israele, le forze degli Stati Uniti dispiegarono tre batterie di missili Patriot in Giordania.
Con l'intenzione di difendere il Paese, Saddam Hussein ordinò di dividere l'Iraq in quattro sezioni e affidò la difesa di ciascuna regione a una persona di sua totale fiducia. Gli iracheni avevano teoricamente un esercito di 327 000 uomini, 400 000 riservisti e 2200 carri armati di origine russa e cinese, di cui circa 700 erano T-72, 500 T-62, 500 T-54 / T-55, 350 Tipo 69 e 150 Tipo 59, oltre ad una grande varietà di veicoli leggeri di varie origini per un totale di 500 unità, tra cui 100 carri anfibi PT-76, mentre il resto consisteva in BRDM-2 con missili Maljutka 9K11, ERC-90 Sagaie, Panhard AML-90, EE-9 Cascavel, EE-3 Jararaca, OT-65 Otter, FV 601 Saladin e FV 701 Furet. Le forze meccanizzate avevano nel loro inventario 3300 trasporti corazzati, con 900 BMP-1 e BMP-2, il resto era M-113, BTR-152, BTR-50, BTR-60, M3 Panhard, EE-11 Urutu, OT-62 e OT-64. L'artiglieria rimorchiata possedeva cannoni Oto Melara M-56 da 105 mm, D-74, D-30 e M-30 di 122 mm, M-46 e Tipo 59 di 130 mm, ML-20 e D-1 di 152 mm e G5, GHN-45 e M-114 di 155 mm, aggiungendo un totale di 1900 pezzi. 3000 cannoni antiaerei, tra 640 e 760 lanciatori di missili antiaerei, tra 70 e 90 elicotteri da combattimento e 300 aerei da combattimento di cui metà erano fuori servizio a causa della mancanza di riparazioni e di un'adeguata manutenzione. La maggior parte di questi velivoli erano Mikoyan-Gurevich MiG-21, MiG-23 e MiG-25 di fabbricazione sovietica e cinquanta Mirage F-1 francesi. Prima della guerra, l'esercito iracheno aveva distrutto molti dei propri missili Al-Samud come segno di cooperazione nel tentativo di fermare il conflitto.
Un contrattempo obbligò a riconsiderare i piani di invasione per la negazione dell'ingresso militare statunitense dalla Turchia, il che avrebbe permesso a una rapida manovra per conquistare Bagdad. Nonostante tutto, le forze speciali ebbero contatti con le milizie curde e venne pianificato un attacco coordinato con i guerriglieri del nord, con il supporto di truppe aviotrasportate, fintanto che le operazioni nel sud procedessero come previsto.
L'invasione iniziò con i bombardamenti di Baghdad da parte di missili Tomahawk lanciati da navi e sottomarini, seguiti da attacchi aerei con caccia e bombardieri pesanti. La risposta degli iracheni fu immediata e le forze schierate vicino al confine con il Kuwait iniziarono un duello di artiglieria con elementi della 1ª Divisione Corazzata degli Stati Uniti. In pochi minuti, gli iracheni lanciarono tre missili, chiamati Al-Samud, contro il Kuwait. Uno di questi fu intercettato da un missile Patriot ed esplose a mezz'aria; gli altri due riuscirono a superare il Patriot e colpì il nord del Kuwait, senza causare danni o vittime significative. Successivamente, una colonna statunitense composta da numerosi carri armati Abrams, veicoli corazzati Humvee e cannonieri Apache e Blackhawk entrarono nel deserto. Dopo aver attraversato il confine con l'Iraq, curiosamente, l'Air Force irachena non fece neanche una sola uscita per difendere il paese. Ciò avvenne a causa delle cattive condizioni in cui versavano degli aeromobili a causa dell'embargo subito dall'Iraq dal 1991. Inizialmente, nei primi due giorni dell'offensiva, diversi elicotteri della coalizione furono abbattuti dal sistema russo SAM Strela gestito dagli iracheni. Il sistema radar iracheno continuò a funzionare nei primi giorni dell'invasione nonostante il pesante bombardamento statunitense, anche se smise di funzionare poco dopo.
Durante i primi sette giorni di guerra, si ritiene che l'esercito iracheno sia riuscito a degradare il segnale dal GPS o dalla rete satellitare Navstar, e quindi molti missili non furono in grado di colpire le coordinate esatte dei propri obiettivi. Si ipotizza che forse tecnici russi o ucraini abbiano collaborato con l'esercito iracheno per creare uno schermo distorto, usando apparecchiature anti-GPS portatili, che avrebbero una portata orizzontale da 20 a 150 chilometri e una distanza verticale da 30 a 50 chilometri. Per questo motivo, le forze statunitensi avrebbero potuto usare solo missili da crociera che potevano essere guidati verso gli obiettivi senza la necessità di segnali GPS, missili a infrarossi o guida laser, ma l'accuratezza di tutte queste armi potrebbe essere facilmente ridotta dalle tempeste di sabbia o semplici misure di interferenza come la combustione di trincee piene di petrolio mescolate con sabbia e pezzi di alluminio.
Il 24 marzo, il portavoce della Casa Bianca Ari Fleisher accusò la Russia di aver venduto dispositivi ad alta tecnologia a Bagdad. Inoltre, il Pentagono denunciò che la compagnia russa Aviaconversija fosse la fornitrice dell'attrezzatura. L'accusa fu immediatamente smentita dai russi, i quali affermarono che tali apparecchiature di interferenza erano state fabbricate al di fuori della Russia. L'esercito statunitense negò che le interferenze dei satelliti GPS avessero colpito i missili lanciati da aerei o navi statunitensi e minimizzò il problema, ma il 25 marzo il colonnello Victor Renuart, capo delle operazioni del comando centrale, affermò con importanza che le forze statunitensi erano riuscite a distruggere sei apparecchiature di disturbo installate su veicoli o autocarri fuoristrada.

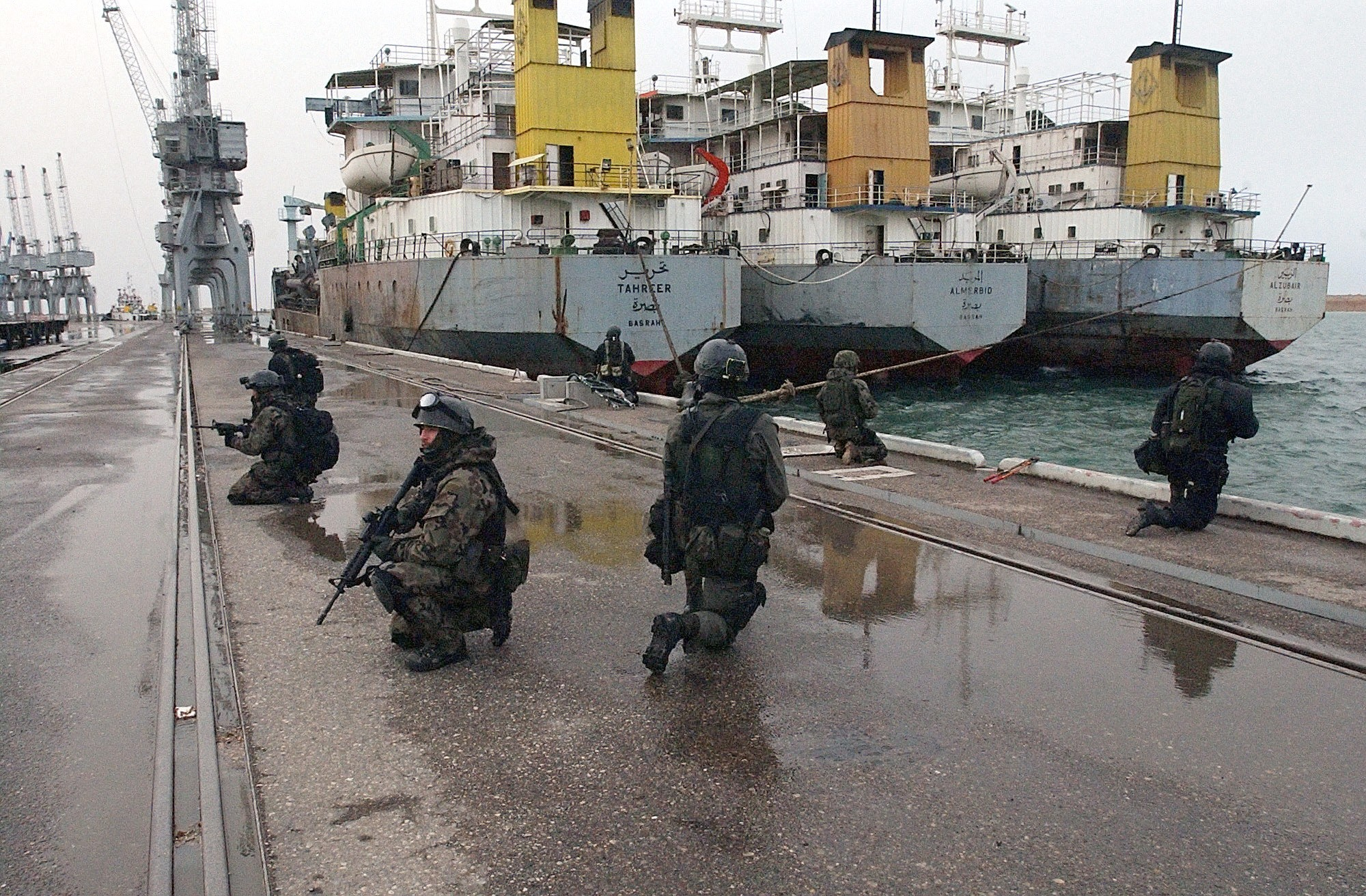
I membri dell'unità operativa speciale polacca GROM assicurano una parte del porto di Umm Qasr

Le forze d'invasione incontrarono poca resistenza, concentrata principalmente ad Umm Qasr, un porto chiave per assicurare l'ingresso di truppe e rifornimenti, che fu rapidamente conquistato. Gli statunitensi avanzarono rapidamente senza incontrare una notevole opposizione fino a quando non raggiunsero il ponte di Nasiriya, il punto in cui l'esercito iracheno sperava di fermare le forze invasori. Le perdite per la coalizione furono molte, con oltre trenta morti. Da Nasiriya arrivarono le prime immagini di statunitensi abbattuti. La televisione irachena mostrò cinque prigionieri statunitensi catturati. Il 27 marzo, circa un migliaio di paracadutisti statunitensi arrivarono nel nord dell'Iraq per unirsi ai guerriglieri curdi. Nonostante il tempo perso a Nasiriya, la resistenza irachena fu presto soggiogata e il lungo convoglio invasore continuò il suo viaggio attraverso il deserto. Tuttavia, la colonna della terza divisione della fanteria della Marina fu spezzata in diversi punti, principalmente nelle città di Najaf e Kerbala e Nasiriya. Le forze d'invasione fermarono la loro avanzata a causa di una forte tempesta di sabbia e ciò premise a diverse unità irachene di ritirarsi dal campo di battaglia dove erano state sopraffatte. Nonostante le continue battute d'arresto militari, il governo iracheno insisté di essere ottimista e quindi spostò rapidamente i giornalisti in luoghi dove si potevano vedere i resti di carri armati statunitensi bruciati.

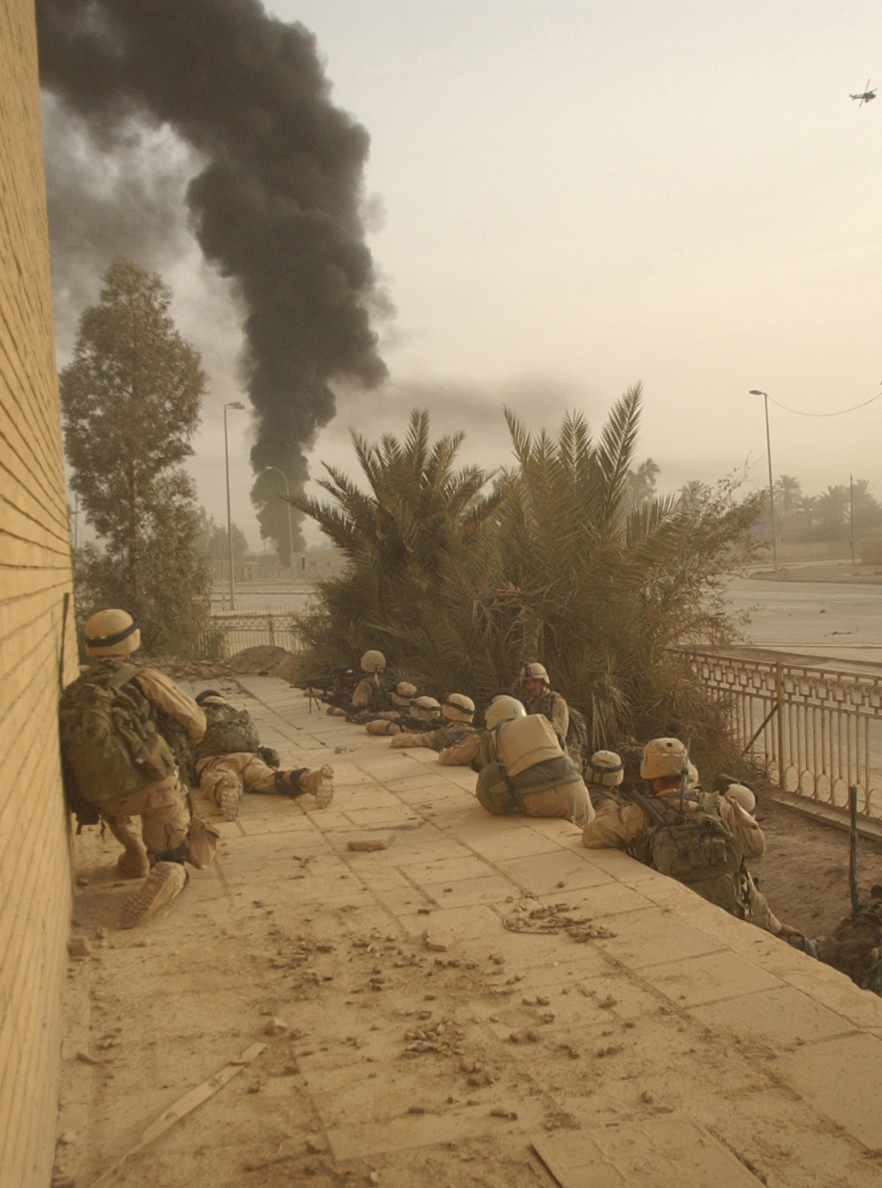
Soldati statunitensi guardano bruciare un edificio nemico a Samawah nell'aprile 2003

Le operazioni di combattimento condotte dalla Coalizione non furono prive di errori e problemi che costarono la vita di diverse truppe. Il 2 aprile, un F/A-18 Hronet fu abbattuto nei cieli di Bagdad dalle stesse forze statunitensi. Uno dei casi più controversi è stato quello dell'Hotel Palestina di Baghdad, dove risiedeva la maggior parte dei giornalisti internazionali, e che l'8 aprile fu colpito da un carro armato statunitense M1 Abrams. In questa azione, il giornalista spagnolo José Couso e l'ucraino Taras Procjuk persero la vita. Ci fu un lungo dibattito sul fatto che i soldati in questione potessero conoscere gli ospiti dell'hotel, e quindi avrebbero sparato ai giornalisti sapendo che si trattava appunto di giornalisti, allo scopo di evitare la presenza di "fastidiosi testimoni", oppure gli avessero sparato perché avevano confuso i teleobiettivi delle macchine fotografiche e le telecamere con possibili lanciarazzi portatili o altri dispositivi di tipo militare. Allo stesso tempo, mentre i principali combattimenti si stavano svolgendo nell'Iraq meridionale e centrale, circa un migliaio di soldati turchi penetrarono alcuni chilometri nel nord per monitorare le azioni dei curdi che combattevano contro le forze irachene. Sostenuti da aerei e truppe della coalizione, i guerriglieri curdi si lanciarono nelle principali città e paesi del nord del paese, ma l'esercito iracheno rispose lanciando 37 missili terra-terra.

### La caduta di Baghdad

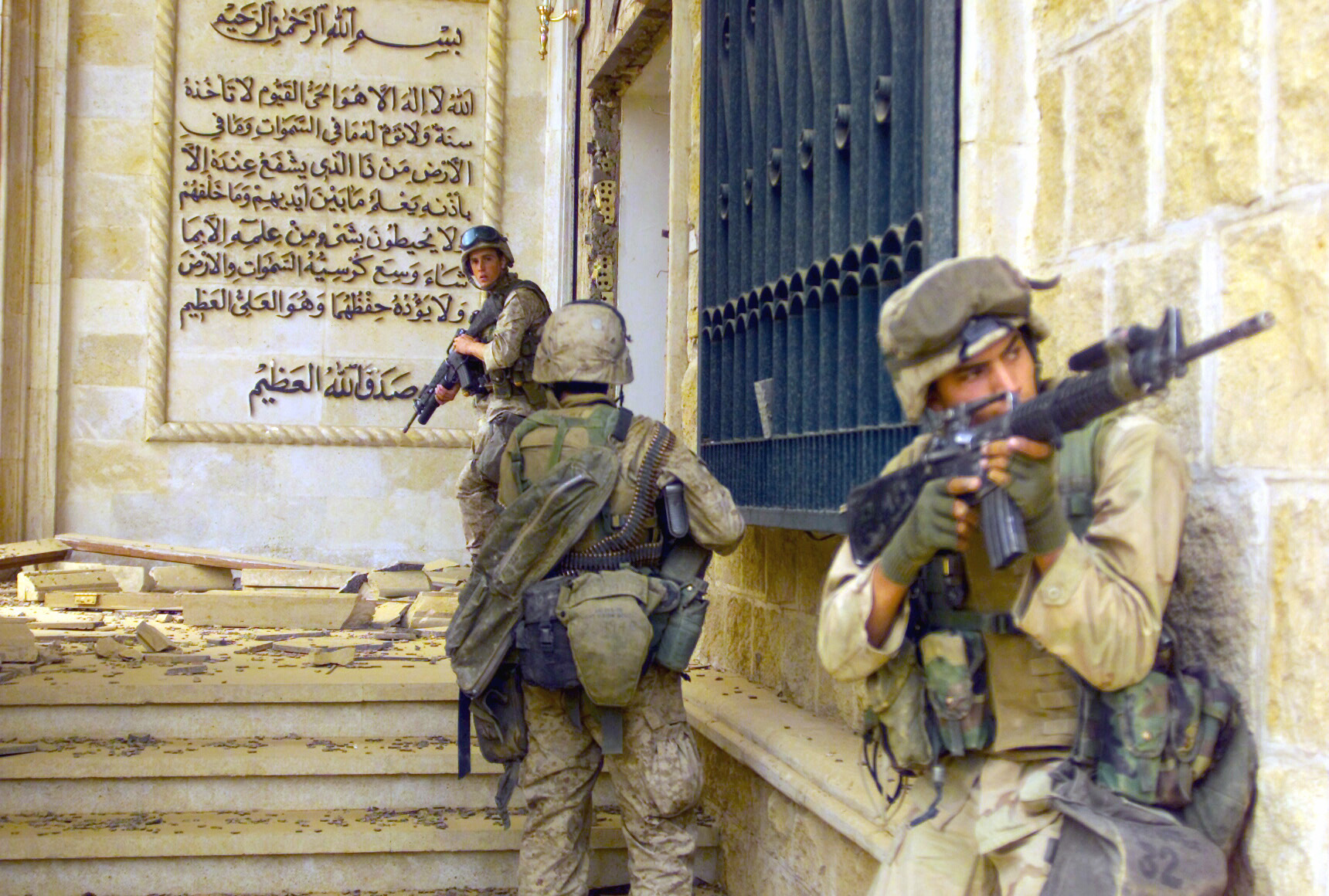
Marines statunitensi entrano in un palazzo durante la battaglia di Baghdad

Per la difesa della capitale, l'Alto Comando iracheno decise di formare due anelli difensivi intorno alla città, usando la Guardia Repubblicana. La Divisione Medina era situata a sud per combattere contro le forze statunitensi; mentre la Divisione Hammurabi fu dispiegata nel nord per contenere i curdi. Ogni divisione aveva 10 000 soldati, 200 carri armati T-72, 200 veicoli da combattimento per la fanteria BMP-2, 50 cannoni Howitzer GH-45 e artiglieria leggera. I soldati scavarono trincee alla periferia della città, veicoli blindati furono collocati in garage e aree boschive per proteggerli dagli attacchi aerei e alcuni incendi furono appiccati per rendere difficile la visibilità di aerei e satelliti. Tutto suggeriva che gli invasori avrebbero dovuto combattere casa per casa per prendere la capitale, ma ciò non accadde. Al raggiungimento dei tanto temuti anelli difensivi, non si incontrò quasi nessuna opposizione notevole. Molti assicurano che la Guardia Repubblicana non avesse presentato una lotta a causa dei devastanti bombardamenti statunitensi contro le linee irachene e la massiccia diserzione delle truppe; altri sostengono che i comandanti diedero l'ordine ai propri soldati di ritirarsi e mescolarsi tra la popolazione per continuare la lotta attraverso una guerra di guerriglia che era già stata organizzata. Dopo lo smantellamento della maggior parte delle forze irachene, l'aeroporto di Baghdad fu controllato dagli invasori dopo brevi scontri in cui un A-10 Thunderbolt statunitense fu messo fuori combattimento. Più tardi, gli statunitensi fecero incursioni di selezione con colonne di blindati per le strade di Baghdad e poi fu presa la decisione di entrare nel blocco e catturare la capitale, che cadde quasi senza resistenza il 1º aprile. I combattimenti non si sarebbero conclusi con il sequestro di Baghdad e questo fu dimostrato quando il 7 aprile un F-15 Eagle fu abbattuto sui cieli di Tikrit causando la morte dei due piloti.
Il 1º maggio 2003, il Presidente George W. Bush proclamò la fine delle grandi operazioni di invasione militare dal ponte de portaerei USS Lincoln, in un atto che sarebbe stato ricordato dalla frase Mission acomplished! (Missione compiuta), pronunciata dallo stesso presidente statunitense e scritta su un'enorme telo che fluttuava sulla nave. La coalizione perse 173 soldati e circa 542 furono feriti durante le prime battaglie dell'invasione. L'esatto numero di vittime tra le forze armate irachene non è noto, ma fonti diverse stimano che vi furono tra le 4000 e le 6000 vittime. Successivamente, il governo degli Stati Uniti iniziò ad attuare una serie di misure volte a stabilire un nuovo governo di transizione e controllo in Iraq. Tuttavia, la resistenza irachena era lungi dall'essere completamente soggiogata, e alcuni sostengono che l'esercito statunitense sia solo riuscito solo ad occupare il paese, ma che la guerra non fosse terminata in quella data.

## Post-invasione

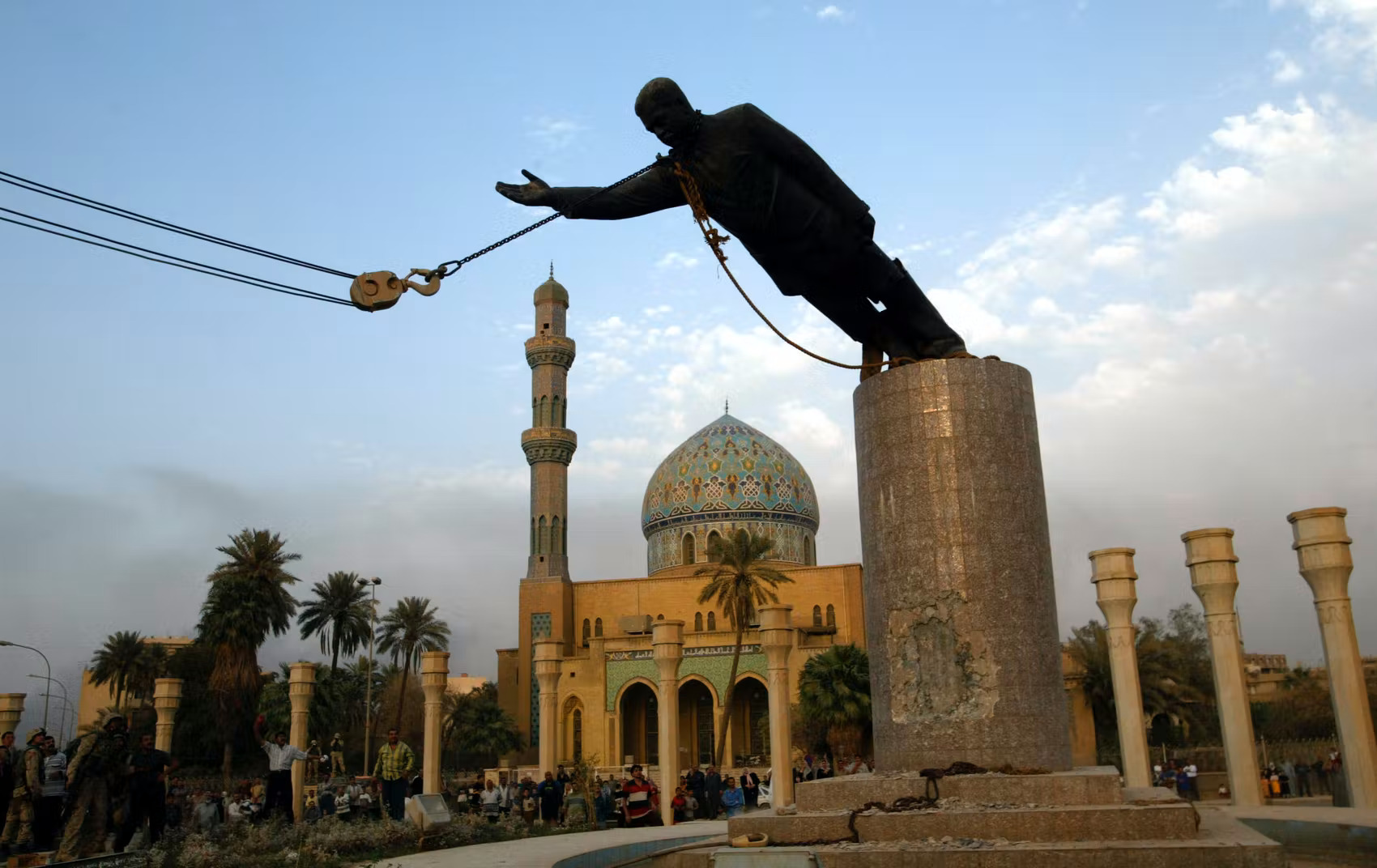
Abbattimento della statua di Saddam Hussein in piazza Firdos dopo l'invasione (9 aprile 2003)

Dopo il rovesciamento del governo baathista di Saddam Hussein, la coalizione guidata dagli Stati Uniti proclamò la propria vittoria. Le forze irachene non riuscirono a impedire la piena occupazione del paese, la caduta della capitale e l'espulsione del governo baathista dal potere. La prima mossa da parte delle forze di coalizione invasori fu la riorganizzazione dell'esercito e della polizia iracheni. Tuttavia, ci è voluto del tempo per raggiungere un certo grado di stabilità e non è stato possibile garantire la protezione civile a causa dell'incertezza politica, economica e sociale prevalente.

## Pubblicazione dei registri di guerra in Iraq di WikiLeaks
Il 22 ottobre 2010, il sito web di WikiLeaks rese pubblici i documenti Iraq War Logs (Registri della guerra in Iraq), 391 832 documenti del Dipartimento della difesa degli Stati Uniti sulla guerra in Iraq e la sua occupazione tra il 1º gennaio 2004 e il 31 dicembre 2009, che rivelano, tra le altre cose, l'uso sistematico della tortura, il numero di 109 032 morti in Iraq - di cui 66 081 civili, il 63%; 23 984 "nemici etichettati come insorti"; 15 196 del "paese ospitante" (le forze del governo iracheno) e 3.771 furono morti "amiche" (delle forze della coalizione) -. Ogni giorno, in media, morivano 31 civili, per un periodo di sei anni. Negli Afghan War Diaries, precedentemente pubblicati da WikiLeaks, riguardanti lo stesso periodo, morirono circa 20 000 persone. Oltre al bilancio delle vittime, la fuga di notizie conferma l'aiuto dell'Iran alle milizie irachene. Come nella fuga di notizie degli Afghanistan War Diaries, viene tracciata attraverso la pagina WikiLeaks e le edizioni digitali di The Guardian e The New York Times, Le Monde, Der Spiegel, Al Jazeera e l'Ufficio di giornalismo investigativo.